# Covelo (Tábua)
Covelo ist eine ehemalige Gemeinde in Portugal.

## Geschichte
Bis 1666 war Covelo eine Gemeinde im Kreis Ázere, um dann dem Kreis Farinha Podre (das spätere São Pedro de Alva) angegliedert zu werden. Seit der Auflösung des Kreises 1853 gehört Covelo zu Tábua. Lange wurde Covelo im Plural als Covelos bezeichnet, da der Ort in zwei Ortsteile geteilt ist, in oberes und unteres Covelo.

## Verwaltung
Covelo war eine eigenständige Gemeinde (Freguesia) im Kreis (Concelho) von Tábua, im Distrikt Coimbra. Am 30. Juni 2011 hatte die Gemeinde 247 Einwohner auf einem Gebiet von 13,4 km².
Die Gemeinde bestand aus drei Ortschaften:
- Covelo de Cima („oberes Covelo“)
- Covelo de Baixo („unteres Covelo“)
- Quinta da Raposeira

Im Zuge der kommunalen Neuordnung Portugals nach den Kommunalwahlen am 29. September 2013 wurde Covelo mit Ázere zur neuen Gemeinde União das Freguesias de Ázere e Covelo zusammengeschlossen. Sitz der neuen Gemeinde ist Ázere, jedoch blieb die Gemeindeverwaltung in Covelo als Bürgerbüro bestehen.